# Pan Européenne Air Service
Pan Européenne Air Service — французская авиакомпания, основанная в 1977 году. Базируется в аэропорту города Шамбери (Франция). Предоставляет услуги международного и регионального воздушного такси. Основные хабы — аэропорты Лион-Брон и Шамбери.

## Флот
На 12 июля 2008 года флот авиакомпании состоял из следующих самолётов:
- 1 Embraer ERJ 145 Family (сдан в аренду перевозчику Hex'Air);
- 1 Piaggio P180 Avanti II;
- 1 Raytheon Beech 1900D Airliner.